# Alligatorinae
Gli Alligatorinae comprendono una delle due sottofamiglie della famiglia Alligatoridae. Questa sottofamiglia comprende dieci generi, di cui nove sono generi estinti, ma solo un genere è ancora esistente, le cui specie sono note come alligatori.

## Tassonomia
- Sottofamiglia Alligatorinae
  - Genere Alligator
  - Genere † Allognathosuchus
  - Genere † Arambourgia
  - Genere † Ceratosuchus
  - Genere † Chrysochampsa
  - Genere † Hassiacosuchus
  - Genere † Krabisuchus
  - Genere † Navajosuchus
  - Genere † Procaimanoidea
  - Genere † Protoalligator
  - Genere † Wannaganosuchus